# Aldhanab
Aldhanab eller Gamma Gruis (γ Gruis, förkortat Gamma Gru, γ Gru) som är stjärnans Bayerbeteckning, är en ensam stjärna  belägen i den nordvästra delen av stjärnbilden Tranan (den räknades en gång till den Ptolemaiska stjärnbilden Södra fisken). Den har en skenbar magnitud på 3,00 och är synlig för blotta ögat. Baserat på parallaxmätning inom Hipparcosuppdraget på ca 15,5 mas, beräknas den befinna sig på ett avstånd på ca 211 ljusår (ca 65 parsek) från solen.

## Nomenklatur
Gamma Gruis har det traditionella namnet Al Dhanab, "Stjärten i stjärnbilden Södra fisken". 
År 2016 organiserade Internationella astronomiska unionen en arbetsgrupp för stjärnnamn (WGSN) med uppgift att katalogisera och standardisera riktiga namn för stjärnor. WGSN fastställde namnet Aldhanab  för Gamma Gruis i september 2017 och detta är nu inskrivet i IAU:s Catalog of Star Names.

## Egenskaper
Gamma Gruis är en blå till vit jättestjärna av spektralklass B8 III, vilket anger att den har förbrukat förrådet av väte i dess kärna och utvecklats bort från huvudserien. Den har en massa som är ca 3 gånger större än solens massa, en radie som är ca 4,5 gånger större än solens. Den utsänder från dess fotosfär ca 373 gånger mera energi än solen vid en effektiv temperatur av ca 12 500 K, och med en betydande del av energiutflödet i form av ultraviolett strålning.
Gamma Gruis roterar relativt snabbt med en projicerad rotationshastighet på 57 km/s, jämfört med solen som har en azimutalhastighet vid dess ekvator på bara 2 km/s. Baserat på analys av data, som samlats in under Hipparcosuppdraget, kan stjärnan ha en följeslagare med gemensam rörelse genom rymden som orsakar gravitationsstörning hos Gamma Gruis.